# Burnót
A burnót finom dohánypor, melyet az orrba szippantanak, ahol a nikotin az orrnyálkahártyán keresztül felszívódik. A legtöbben tubák néven ismerik, ez az elnevezés az angol tobacco szó magyarosított változata. A burnót török eredetű szó (orr), a szokással együtt elavult a kifejezés is.

## Története
A burnót fogyasztása a 17. és 18. századi Európában és Amerikában igen elterjedt volt. A különböző nedves burnótfajták fogyasztásának hosszú hagyománya van egyes ázsiai országokban.

## Tubákolás

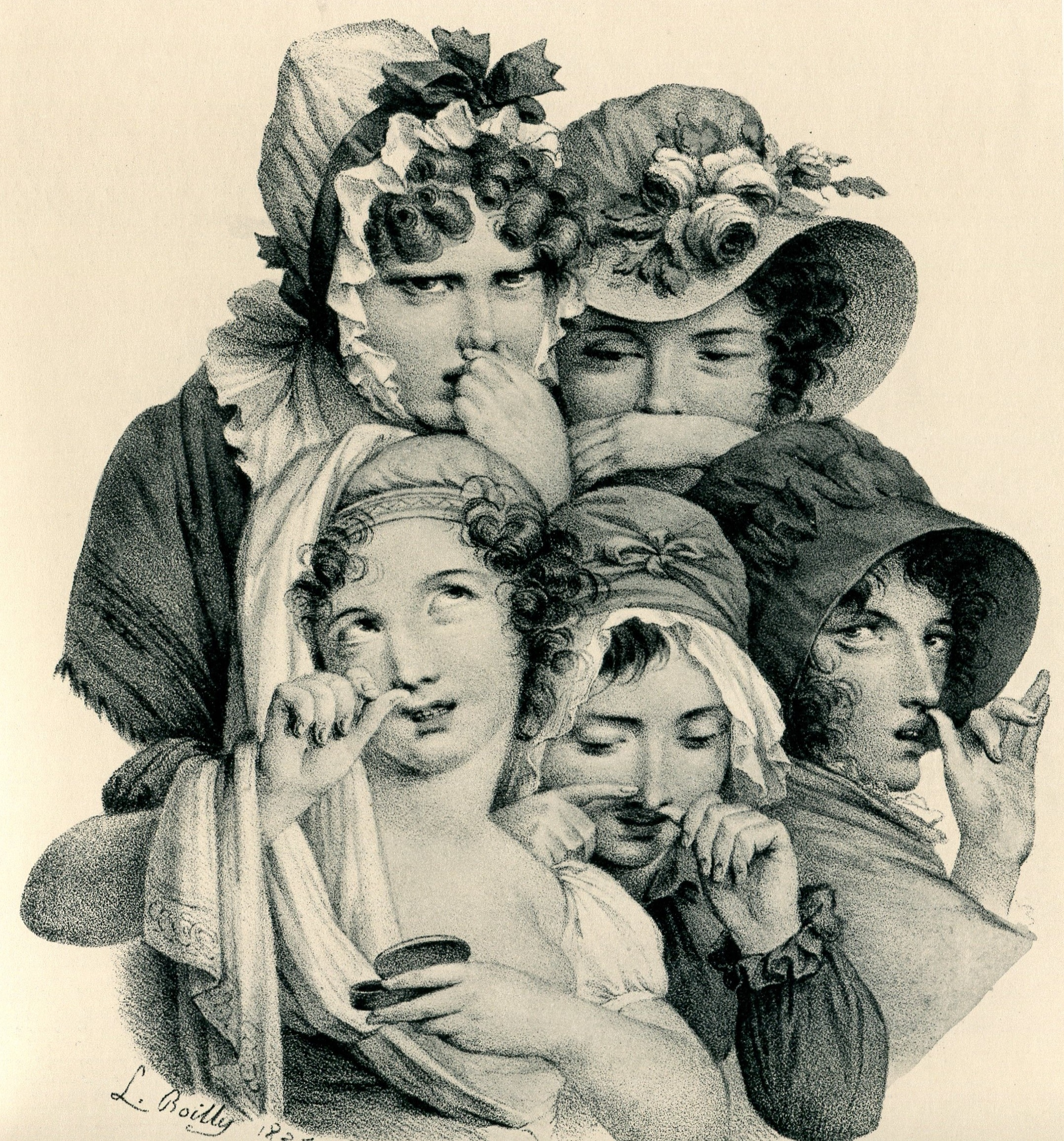

Az általános ismeretek szerint a tubákolás az, amikor a kézfejre kiszórt dohányt az orron keresztül szippantják fel. Többféle ízesítésben kaphatók manapság, más-más dohánynövény őrlemény illetve többféle dohánylevél keverék is kapható forgalomban. Több internetes weblapon kampányolnak a füstmentes szórakozóhelyek/pubok/kocsmák alternatív dohány fogyasztásáért, talán ez jelentheti a megoldást. Bevitelének más módjaként kapható egy tölcsérhez hasonló eszköz ebbe kell behelyezni a dohányt, és ebből egyszerűbben fel lehet szippantani, de kiváló eszköz lehet a TT nevezetű speciális, összecsavarható szívóeszköz, amivel egyszerűen és igen hatékonyan lehet felszívni a tubákot.

## Hatásai
Ingerlő hatásával tüsszentést és ezáltal a légutak tisztulását idézi elő. A szóbeszéd szerint az „Egészségedre!” felkiáltás is a tubákoló úriemberek szavajárása volt, innen szűrődött át a hétköznapi beszédbe is[forrás?].
A burnót által okozott elváltozások nem teljesen tisztázottak. Az arcüreg rosszindulatú daganatos megbetegedésének van bizonyos kockázata, azonban ehhez nagyobb mennyiség fogyasztása szükséges. Kutatások eredményei alapján a burnót fogyasztás kevésbé káros az egészségre , kicsi az esélye, bár megvan a koszorúér szűkületnek, és a szív gyengülésének, de nincs feljegyzés olyan esetről, amikor ez okozta volna valaki halálát. Egy esetben történt bejelentés, miszerint egy férfi 40 éven keresztül a fülébe helyezte a dohányt, és ettől kapott fülrákot.
Az orrnyálkahártya tisztulása miatt nem alakulhat ki orr-rák, de ha valaki túl nagy adagot visz be rendszeresen, mielőtt az orrnyálkahártyája kitisztulna illetve lecserélődne, fehér foltszerű elváltozások jöhetnek létre az orrnyálkahártyán.

## Ártalomcsökkentés
Nem szabad túl nagy adagokat felszippantani túl gyakran a fentebb már említett okok miatt. Meg kell találni az ideális mennyiséget, mivel a túlzott nikotinbevitel hirtelen nikotinsokkot eredményezhet, melynek elég kellemetlenek a velejárói (hidegrázás, hányinger, kiszáradás, legrosszabb esetben ájulás). Továbbá a toleranciával is számolni kell, ezért napi maximum 5-szöri tubákolásnál több veszélyes. Rendszeres használata során javallott 2-3 naponta valamiféle orrtisztító spray-vel kitisztítani az orrban korábbról megmaradt tubákot. Rendszeres használata során fontos 1-2 vagy 3 napi szünet, az orrnyálkahártya regenerálódása érdekében. Magas vérnyomás, szívbetegségek és egyéb vérkeringési problémák esetén használata nem ajánlott.

## A burnót Magyarországon
Burnótot a kifejezetten dohányárukra specializálódott kis üzletekben lehet beszerezni.
Magyarországon leginkább a Pöschl, Ozona és a svéd SaToJa márka van forgalomban.